# Lepidium lasiocarpum
Lepidium lasiocarpum là một loài thực vật có hoa trong họ Cải. Loài này được Nutt. mô tả khoa học đầu tiên năm 1838.